# アゴスティーノ・キオド
アゴスティーノ・キオド(イタリア語: Agostino Chiodo, 1789年4月16日‐1861年2月26日)は、イタリアのイタリア統一運動時代の政治家、軍人、愛国者およびフランスで活躍した軍人である。サルデーニャ王国首相を務めた。

## 生涯
1789年4月16日、サヴォーナに生まれる。1808年にはナポレオン・ボナパルトがリグリア海に面する都市ラ・スペツィアに兵器庫を建設する計画を立て（ラ・スペツィア海上軍事兵器庫）、現地の軍人であったキオドはその軍事技術顧問の助手として雇われたことでフランス軍に参加する。1810年にはエコール・ポリテクニークに入学し、1812年にはフランス軍で少尉の階級を獲得、1813年にはクルムの戦いでプロイセンに捕虜にされた。1814年には故郷に戻り、サルデーニャ軍の将校として軍人に復帰した。
その後キオドは1839年までにサルデーニャ軍の少将に昇進。第一次イタリア独立戦争では戦場で指揮官として戦い、特にペスキエーラの包囲では高い指揮能力を発揮し称賛された。その結果、階級は中将に昇格。さらには国王カルロ・アルベルトから陸軍の参謀総長の地位を提示されるも、これは周囲の反対に遭い頓挫。代わってジョベルティ内閣で 1849年2月9日から1849年2月21日にかけてサルデーニャ王国戦争大臣を務めた。ヴィンチェンツォ・ジョベルティの首相辞任後は、戦争大臣に加えて新たなサルデーニャ王国首相に任命され、対オーストリア帝国戦争の再開に向け軍の再編成に尽力した。また、わずか3日間のみサルデーニャ王国外務大臣も兼務した。
戦争再開後は戦場には立たずトリノで指揮を執っていたが、1849年3月27日にノヴァーラの戦いの敗北を受け退陣。ただし敗戦後もサルデーニャ軍には残り、1849年から軍事技術者評議会の議長となって前線は退きつつも軍の立て直しに尽力した。
1861年2月26日、トリノで病のため死去。